# لیک وایکینگ، میزوری
لیک وایکینگ (به انگلیسی: Lake Viking) یک منطقهٔ مسکونی در ایالات متحده آمریکا است که در شهرستان دیویس، میزوری واقع شده‌است. لیک وایکینگ ۲۲٫۷ کیلومتر مربع مساحت و ۴۸۳ نفر جمعیت دارد و ۲۸۷ متر بالاتر از سطح دریا واقع شده‌است.